# Vilmos Földes
Vilmos Földes (* 16. Dezember 1984) ist ein ungarischer Poolbillardspieler.

## Karriere
Der in Pécs lebende Ungar gewann 2000 den Europameistertitel im 8-Ball und 9-Ball bei den Junioren. 2001 und 2002 kamen weitere vordere Platzierungen bei Junioren-Europa und -Weltmeisterschaften hinzu, bevor er 2003 den Junioren-Weltmeisterschaftstitel im 9-Ball gewann. Seit 2004 spielt er in der Herren-Altersklasse und konnte sofort bei der WPA-9-Ball-Weltmeisterschaft einen Platz im Achtelfinale erreichen. Dieses Ergebnis konnte er bei der 9-Ball WM 2007 noch toppen, als er erst im Halbfinale dem späteren Sieger Daryl Peach unterlag. 
Beim World Pool Masters 2006 schaffte er es bis ins Viertelfinale. Sein größter Erfolg auf der Euro-Tour ist ein zweiter Platz, erzielt bei den Swiss Open 2007 in Frauenfeld. Er war Teil des ungarischen Doppel beim World Cup of Pool 2006 und 2007 – das Team erreichte aber jeweils nicht die zweite Runde.
Mit dem PBC Black Eight Linz wurde Földes viermal österreichischer Meister (2005, 2007, 2008, 2009). Von 2010 bis 2012 spielte er mit dem PBC Billardtempel Linz in der Bundesliga.
Sein Spitzname in der Billardszene ist the Magic Magyar.